# Leo Van der Elst
Leo Van der Elst (7 de gener de 1962) és un exfutbolista belga. El seu germà François, també fou futbolista.

## Selecció de Bèlgica
Va formar part de l'equip belga a la Copa del Món de 1986.